# ملهم بابولي
ملهم بابولي (بالإنجليزية: Molham Babouli) (مواليد 1 فبراير 1993 في العين)، هو لاعب كرة قدم كندي من أصل سوري. يشغل مركز مُهاجم.

## المسيرة الاحترافية

### نادي تورونتو
قضى بابولي وقتًا في مدرسة شيريدان قبل انضمامه إلى أكاديمية تورونتو في عام 2014. ولعب مع فريق الأكاديمية الكبار في الموسم الافتتاحي لدوري أونتاريو الأول، حيث قاد الدوري بتسجيله 27 هدفًا في جميع المسابقات. ستفوز أكاديمية تورونتو بلقب الموسم العادي، وبطولة الكأس بين المقاطعات، وأبطال الدوري الممتاز لكرة القدم في كيبيك. حصل على الحذاء الذهبي وجائزة أفضل لاعب في الدوري لموسم 2014.
في 12 مارس 2015، وقع بابولي أول عقد احترافي له مع فريق تورونتو الرديف. لعب أول مباراة احترافية له ضد تشارلستون بيتري في 21 مارس، وسجّل هدفه الأول للنادي في المباراة نفسها.
في 5 مارس 2016، وقع بابولي مع نادي تورونتو. ظهر لأول مرة في الدوري الأمريكي ضد سبورتينغ كانساس سيتي في 20 مارس، كبديل لتسيوباسا إندوه. عاد إلى فريق تورنتو الرديف على سبيل الإعارة قبل موسم بطولة دوري كرة القدم المتحدة 2016. في 21 أبريل 2017، أعلن النادي أن بابولي قد تم التنازل عنه.

### نادي سيجما
وقع بابولي مع سيجما سنة 2017. سجل هدفًا في أول ظهور له ضد نادي أورورا في 8 يوليو 2017.

### الاتحاد
في سبتمبر 2017، انضم بابولي إلى نادي الاتحاد السوري في الدوري السوري الممتاز. احتل رفقة النادي المركز الثاني خلال موسم 2017-18، بعد خسارة المباراة الفاصلة أمام نادي الجيش الذي تعادل معه في النقاط.

### ميسيسوجا متروستارز
وقع بابولي مع نادي ميسيسوجا متروستارز في دوري الميجور أرينا، قبل انطلاق الموسم الأول في 2 نوفمبر 2018. في أول موسم له، حصل على لقب الوافد الجديد لهذا العام.

### أوكرانيا المتحدة
لعب بابولي في الدوري الكندي لموسم 2019 مع نادي أوكرانيا المتحدة. في أول مباراة له في 8 سبتمبر 2019، سجّل أربعة أهداف ضد برانتفورد جالاكسي. سجل ثاني ثلاثية له في 1 أكتوبر 2019 ضد نادي ريال ميسيسوجا. ونتيجة لذلك، احتل المركز الأول في قائمة هدافي الفريق برصيد تسعة أهداف، ورابع أفضل هدافي الدوري، على الرغم من خوضه أربع مباريات فقط [18] بينما احتل ميكولا تيمنيوك صدارة هدافي الدوري برصيد 18 هدفًا في 17 مباراة.

### نادي فورجي
في4 أغسطس 2020، أعلن نادي فورجي عن توقيعه مع بابولي. ظهر لأول مرة كبديل في 13 أغسطس في المباراة الافتتاحية لموسم 2020 ضد نادي كافالري. في 19 سبتمبر، فاز فورجي على نادي هاليفاكس واندرورز في نهائي الدوري الكندي الممتاز 2020، ليفوز بلقب الدوري. ساعد بابولي في تحقيق هدف الفوز في المباراة، واختير أفضل لاعب في المباراة.

## المسيرة الدولية
ظهر بابولي لأول مرة في البرنامج الكندي مع المنتخب الكندي تحت 23 في دورة الألعاب الأمريكية 2015. لعب مباراته الأولى ضد منتخب البرازيل، وسجّل هدفا في المباراة التي انتهت بالهزيمة بنتيجة 4-1. تم اختيار بابولي في بطولة الكونكاكاف للتصفيات الأولمبية للرجال 2015 في 18 سبتمبر 2015.

## الحياة الشخصية
في أبريل 2018، احتجزت الشرطة العسكرية السورية بابولي بعد حصوله على بطاقة الهوية السورية، بسبب وجوب أداء كل سوري الخدمة العسكرية الإلزامية. تم الإفراج عنه بعد أيام بعد دفع الرسوم المطلوبة للإعفاء من الواجبات العسكرية.

## الإحصائيات

### الأندية
آخر تحديث المباراة التي أقيمت في 8 ديسمبر 2020.
| النادي              | الموسم          | الدوري                     | الدوري | الدوري  | التصفيات | التصفيات | كأس الدوري | كأس الدوري | الكأس الوطنية | الكأس الوطنية | قاري   | قاري    | المجموع | المجموع |
| النادي              | الموسم          | القسم                      | الظهور | الأهداف | الظهور   | الأهداف  | الظهور     | الأهداف    | الظهور        | الأهداف       | الظهور | الأهداف | الظهور  | الأهداف |
| ------------------- | --------------- | -------------------------- | ------ | ------- | -------- | -------- | ---------- | ---------- | ------------- | ------------- | ------ | ------- | ------- | ------- |
| نادي تورونتو الثالث | 2014            | الدوري الأول أونتاريو      | 16     | 21      | -        | -        | 6          | 6          | -             | -             | -      | -       | 22      | 27      |
| نادي تورونتو الثاني | 2015            | USL                        | 20     | 4       | -        | -        | -          | -          | -             | -             | -      | -       | 20      | 4       |
| نادي تورونتو        | 2016            | الدوري الأمريكي لكرة القدم | 16     | 0       | 0        | 0        | -          | -          | 4             | 0             | -      | -       | 20      | 0       |
| نادي تورونتو(إعارة) | 2016            | USL                        | 6      | 0       | -        | -        | -          | -          | -             | -             | -      | -       | 6       | 0       |
| نادي سيجما          | 2017            | الدوري الأول أونتاريو      | 7      | 5       | -        | -        | 0          | 0          | -             | -             | -      | -       | 7       | 5       |
| الاتحاد السوري      | 2017-18         | الدوري السوري الممتاز      | 25     | 7       | -        | -        | -          | -          | 3             | 1             | -      | -       | 28      | 8       |
| أوكرانيا المتحدة    | 2019            | الدوري الكندي الممتاز      | 4      | 9       | 3        | 2        | -          | -          | -             | -             | -      | -       | 7       | 11      |
| نادي فورجي          | 2020            | الدوري الكندي الممتاز      | 9      | 1       | 1        | 0        | -          | -          | 0             | 0             | 4      | 1       | 14      | 2       |
| المجموع الوظيفي     | المجموع الوظيفي | المجموع الوظيفي            | 103    | 47      | 4        | 2        | 6          | 6          | 7             | 1             | 4      | 1       | 124     | 57      |

ملاحظات:
1. ↑  يشمل كأس MLS ، ونهائيات CPL ، وتصفيات CSL
2. ↑  يشمل مباريات البطولة الكندية.

## الإنجازات

### النادي
كلية شيريدان
- بطولة CCAA الوطنية: 2014

نادي تورونتو الثالث
- الدوري الأول أونتاريو : 2014
- كأس L1O / PLSQ بين المقاطعات: 2014

- البطولة الكندية : 2016
- كأس تريليوم : 2016

- الدوري الكندي الممتاز : 2020

### فردي
- الحذاء الذهبي في الدوري الأول في أونتاريو: 2014
- أفضل لاعب في دوري الأول أونتاريو: 2014
- الوافد الجديد لهذا العام في دوري ميجور أرينا لكرة القدم: 2018-19

## روابط خارجية
- ملهم بابولي على موقع الدوري الأمريكي (الإنجليزية)
- ملهم بابولي على موقع قاعدة بيانات كرة القدم.إي يو (الإنجليزية)
- ملهم بابولي على موقع ناشيونال فوتبول تيمز (الإنجليزية)
- ملهم بابولي على موقع Soccerway.com (الإنجليزية)
- ملهم بابولي على موقع AS.com (الإسبانية)